# Сузанне Плесман
Сузанне Плесман (нід. Suzanne Plesman, 23 жовтня 1971) — нідерландська хокеїстка на траві.
Бронзова призерка Олімпійських Ігор 1996 року.
Чемпіонка Європи 1995 року.